# Adventures of Captain Marvel
Adventures of Captain Marvel ist ein 1941 erschienenes, zwölfteiliges Schwarz-weiß-Serial über die gleichnamige Comicfigur von DC Comics, wobei zum Zeitpunkt des Erscheinens der Verlag Fawcett die Comicrechte besaß. Es ist das 21. von insgesamt 66 Serials des Unternehmens Republic und stellt die erste audiovisuelle Adaption der Figur dar. Im Serial kämpft Captain Marvel gegen den führenden Verbrecherkopf Scorpion, der in den Besitz einer uralten Waffe kommt.

## Handlung
Auf einer archäologischen Expedition in Siam, bei der erhofft wird, auf verschollene Geheimnisse des Scorpion-Königreich zu stoßen, wird die Golden-Scorpion-Linse entdeckt. Während diese untersucht wird, bricht eine kraftvolle Energie aus, die auf den jungen Radiosprecher Billy Batson trifft. Dieser erfährt, dass er ein Auserwählter des altertümlichen Zauberers Shazam ist und magische Fähigkeiten erhalten würde, wenn er den Namen des Zauberers ausspricht. Allerdings kann er seine Kräfte nur dann einsetzen, wenn Menschen durch den Fluch der Golden Scorpion in Gefahr sind. Wenn Billy den Zauber anwendet, verwandelt sich dieser in sein neues Alter Ego Captain Marvel.
Das Artefakt wird nach der Erforschung ausgestellt und von einem führenden Verbrecherkopf gestohlen, der sich als Scorpion ausgibt. Captain Marvel versucht Scorpion im weiteren Verlauf an seinen Verbrechen zu hindern; dieser ist ihm jedoch stets ein Schritt voraus, sodass Billy zur Schlussfolgerung kommt, dass Scorpion einer aus dem Archäologenteam sein könnte. Schließlich kommt es zum finalen Kampf zwischen Captain Marvel und dem Scorpion, der sich als einer der letzten überlebenden Wissenschaftler entpuppt und schließlich durch die Hände eines Ureinwohner Siams getötet wird. Billy wirft die Golden-Scorpion-Linsen in einen Vulkan, wodurch der Fluch der Golden Scorpion gebrochen wird. Dabei verliert auch Billy seine magischen Fähigkeiten.

## Kritiken
Die Autoren Jim Harmon und Donald F. Glut meinen, dass Adventures of Captain Marvel „zweifellos eines der besten Film-Serials ist, die jemals gemacht wurden, möglicherweise sogar die Beste nach den drei epischen Flash-Gordon-Serials“.
Auch William C. Cline beschreibt das Serial als eines der hervorragendsten Serials aller Zeiten und bezeichnet es als das Meisterstück der Republic-Serials. Besonders hob er die Schauspielleistung von Tyler hervor, der dem Autor zufolge in „tausenden von Köpfen als denkwürdigster Serial-Held aller Zeiten“ bleibt.